# Basilicum (soort)
Basilicum (Ocimum basilicum) is een plantensoort uit de lipbloemenfamilie (Labiatae of Lamiaceae). De naam basilicum is terug te voeren op het Oudgrieks, waar 'basileus' koning betekent, wat ook terug te vinden is in de alternatieve benaming koningskruid. Van oorsprong komt basilicum voor in de streken tussen Centraal-Afrika en Zuidoost-Azië.
Basilicum is een kruid waarvan de bladeren worden gebruikt in de keuken. Basilicum heeft een sterke geur en wordt vooral veel in de Italiaanse keuken en bij tomatengerechten gebruikt.

## Kenmerken
Basilicum is een vaste plant, maar in Nederland niet winterhard. In de huiskamer of kas kan de plant wel overwinteren. In de praktijk wordt echter telkens opnieuw gezaaid. Door stekken is de plant ook vegetatief te vermeerderen. De plant wordt ongeveer 45 cm hoog en 30 cm breed. De stengels zijn harig, fijn geribd, vierkantig, vertakt en lichtgroen tot rood aan de basis. De bladeren zijn groot, gekarteld, ovaal, puntig en heldergroen, met een sterke geur. Basilicum is een veelgebruikt keukenkruid. De plant bloeit in de nazomer met kleine, geurige, witachtige bloesems, in rondlopende schijnkransen van zes stuks.

## Toepassingen
Basilicum wordt vooral toegepast in de mediterrane keuken. Dit kan zowel puur zijn als verwerkt in bijvoorbeeld pesto. Basilicum wordt ook in de Aziatische keukens gebruikt, zowel als blad en als zaad.

### Medische toepassing
In sommige farmacopeeën en in sommige traditionele geneeswijzen wordt basilicum beschreven als behandelmethode van artritis, bronchitis, verkoudheid, koorts, influenza, maagzweren, reuma, oorpijn, epilepsie, hartziekten, malaria (muggeninfectie), sinusitis, slangenbeten, buikpijn en overgeven. Verder wordt het ingezet als anthelminthicum, ter preventie van haarverlies en als tonicum. In India wordt basilicum traditioneel gebruikt als supplement tegen stress, astma en diabetes mellitus.
Wetenschappelijk onderzoek heeft aangetoond dat basilicum antioxidante, antivirale en antimicrobiële eigenschappen heeft en ook potentiële toepassingen heeft voor het behandelen van kanker. Bij onderzoek bleek ook dat basilicum bloedstolling en verwante trombose in muizen tegengaat.
Basilicum bevat de stoffen estragol, methyleugenol en safrol. Uit dierproeven en ander onderzoek bleek dat deze stoffen gentoxisch en daarmee mogelijk kankerverwekkend zijn na inname van zeer grote hoeveelheden (100 tot 1000 keer de te verwachten inname). Bij normaal gebruik van basilicum is er echter geen enkel verhoogd risico op kanker.

## Afbeeldingen

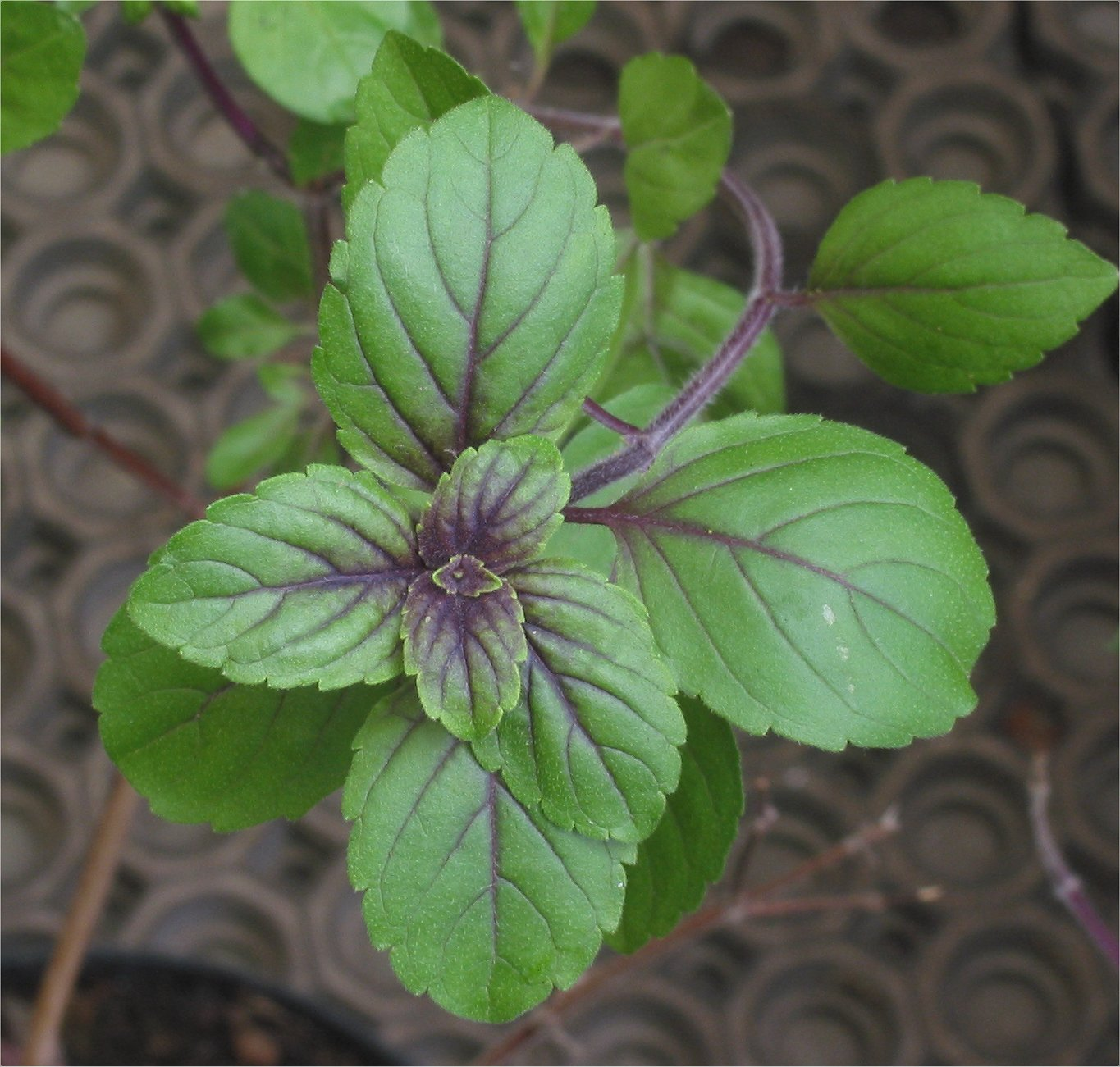
Blad
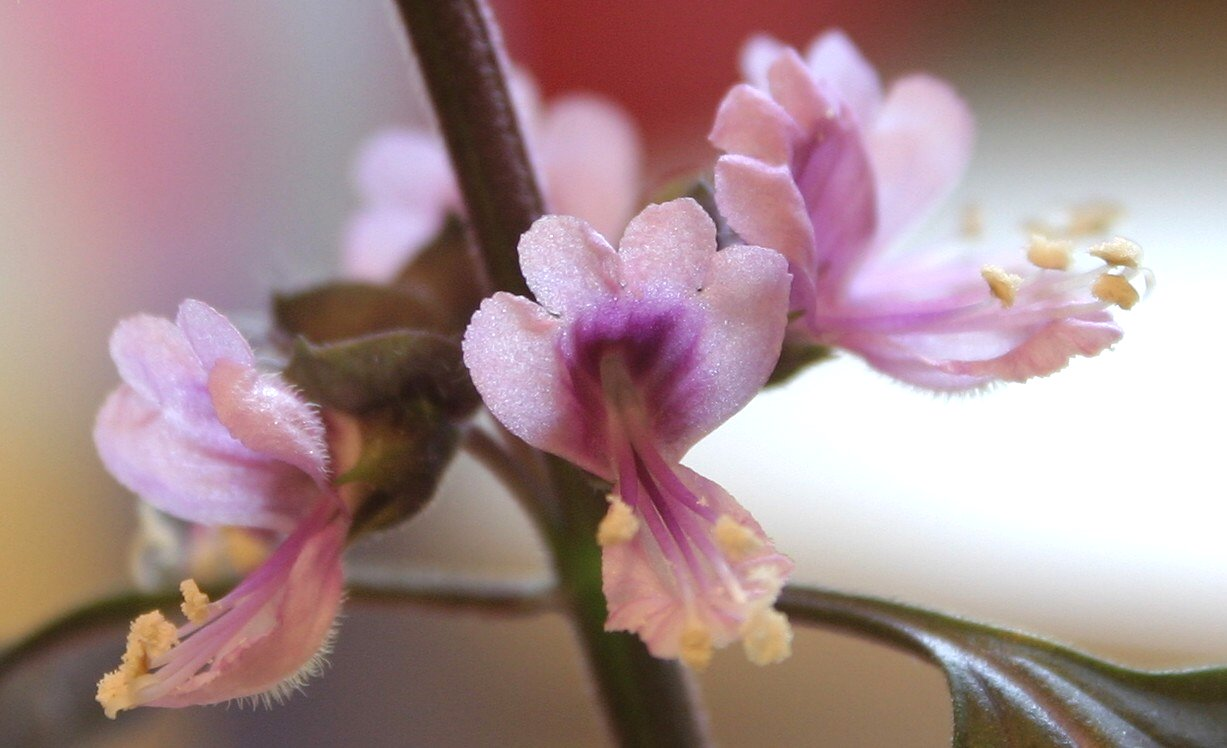
Bloem
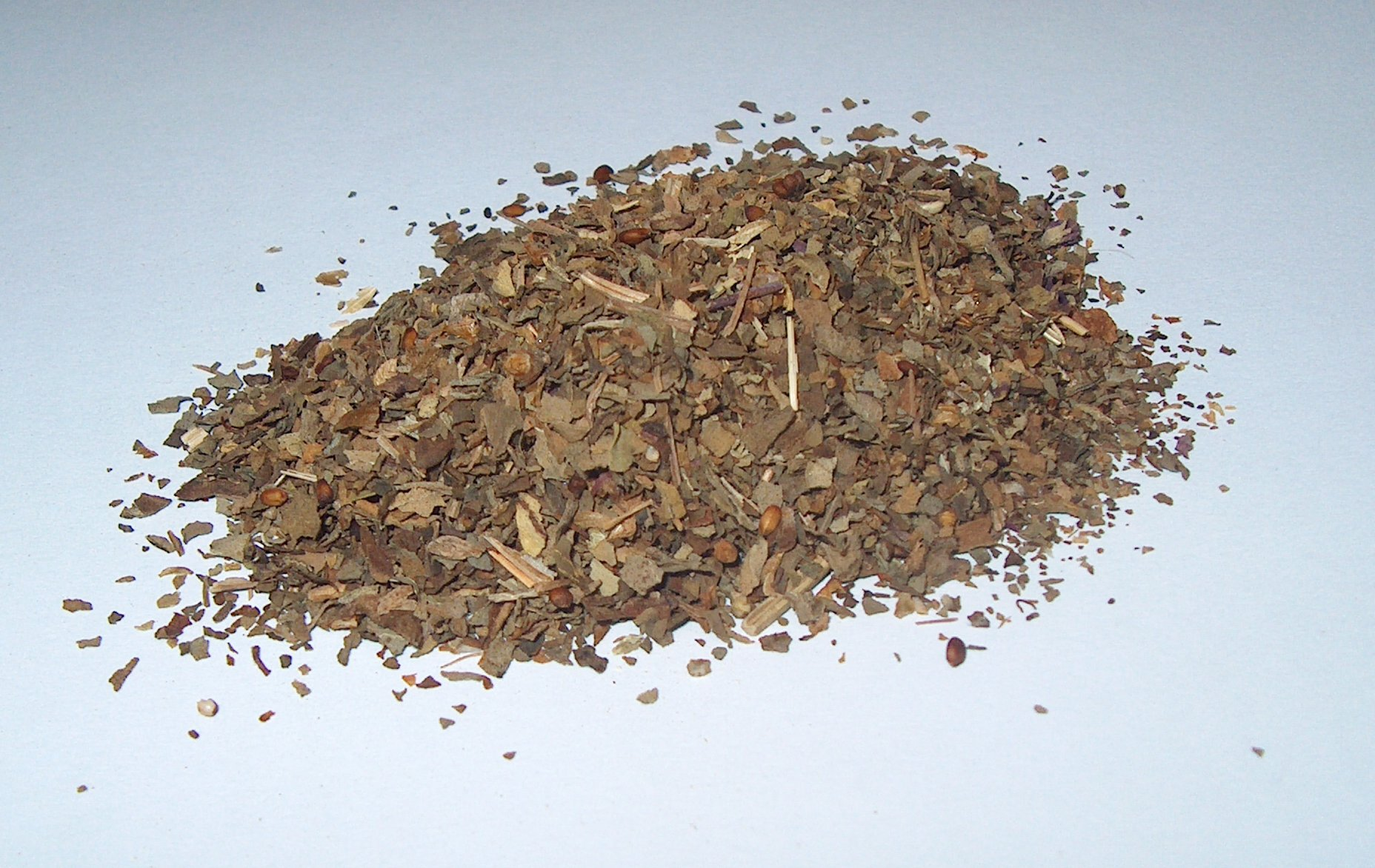
Gedroogd